# Sandy Block
Sidney Sanford „Sandy“ Block (* 16. Januar 1917 in Cleveland; † im Oktober 1985) war ein US-amerikanischer Jazz- und Studiomusiker (Kontrabass).

## Leben und Wirken
Block spielte als Kind Geige und wuchs in Cleveland und Brooklyn auf. Er lernte in der High School Bass und arbeitete ab den späten 1930er-Jahren als professioneller Musiker in Bigbands. Block arbeitete u. a. bei Van Alexander, Chick Webb, Alvino Rey und Tommy Dorsey; Aufnahmen entstanden auch mit Charlie Shavers, Artie Shaw, Sy Oliver, Louis Armstrong, Ella Fitzgerald, Ralph Flanagan, Jimmy McPartland, Ace Harris und The Delta Rhythm Boys und Wingy Manone. Außerdem spielte er im Februar 1952 mit Charlie Parker bei dem einzigen Fernsehauftritt, den Parker jemals hatte. In den späten 1950er-Jahren arbeitete Block vermehrt als Studiomusiker, so mit Sammy Davis, Jr., Hazel Scott, Treddi King, Bobby Byrne, auch für Folk-Ensembles wie The Greenbriar Boys. In den 1960er-Jahren spielte er noch mit Henry Jerome, Warren Covington und Joe Williams (1965), bis er in den Ruhestand ging. Im Bereich des Jazz war er laut Tom Lord zwischen 1940 und 1965 an 85 Aufnahmesessions beteiligt.